# Christopher Wylie
Christopher Wylie (* 19. červena 1989) je kanadský datový poradce a whistleblower. Nejvíce se proslavil odtajněním detailů o kauze Cambridge Analytica.

## Mládí a studium
Wylie se narodil do rodiny dvou lékařů Kevina Wylieho a Joan Carruthersové, ve Victorii v Britské Kolumbii.
V šesti letech byl ve škole zneužíván mentálně nestabilním člověkem. Jeho rodiče kvůli tomu školu později žalovali a později v žalobě zvítězili. Bylo mu také diagnostikováno ADHD a dyslexie.
V šestnácti letech opustil střední školu, kterou nedokončil. Ve stejné době se začal angažovat v mládežnické organizaci kanadských liberálů. Tehdy dobrovolničil pro kancelář Keitha Martina.
Přes Martina se dostal do kanceláře liberálů v Ottawě, kde později pracoval pro kanadského opozičního lídra Michaela Ignatieffa. Pro Ignatieffa také zkoumal mediální strategie kampaně Baracka Obamy; hlavně to, jak při ní Demokraté využívali sociální sítě a jak z nich sbírali data. Práci u Ignatieffa údajně v roce 2009 ztratil, protože prosazoval kontroverzní kampaň založenou právě na sběru dat.
Studoval na Lodon School of Economics v Anglii, kam se dostal na vízum Tier 1 Exceptional, které je každý rok Velkou Británií udělováno 200 talentovaným lidem, kteří chtějí v Británii studovat. Studoval datovou vědu a právo. Také získal doktorát na University Of the Arts London z predikce módních trendů. Po škole v Londýně také pracoval pro britské Liberální Demokraty.
Wylie je gay a také vegan.

## Kauza Cambridge Analytica

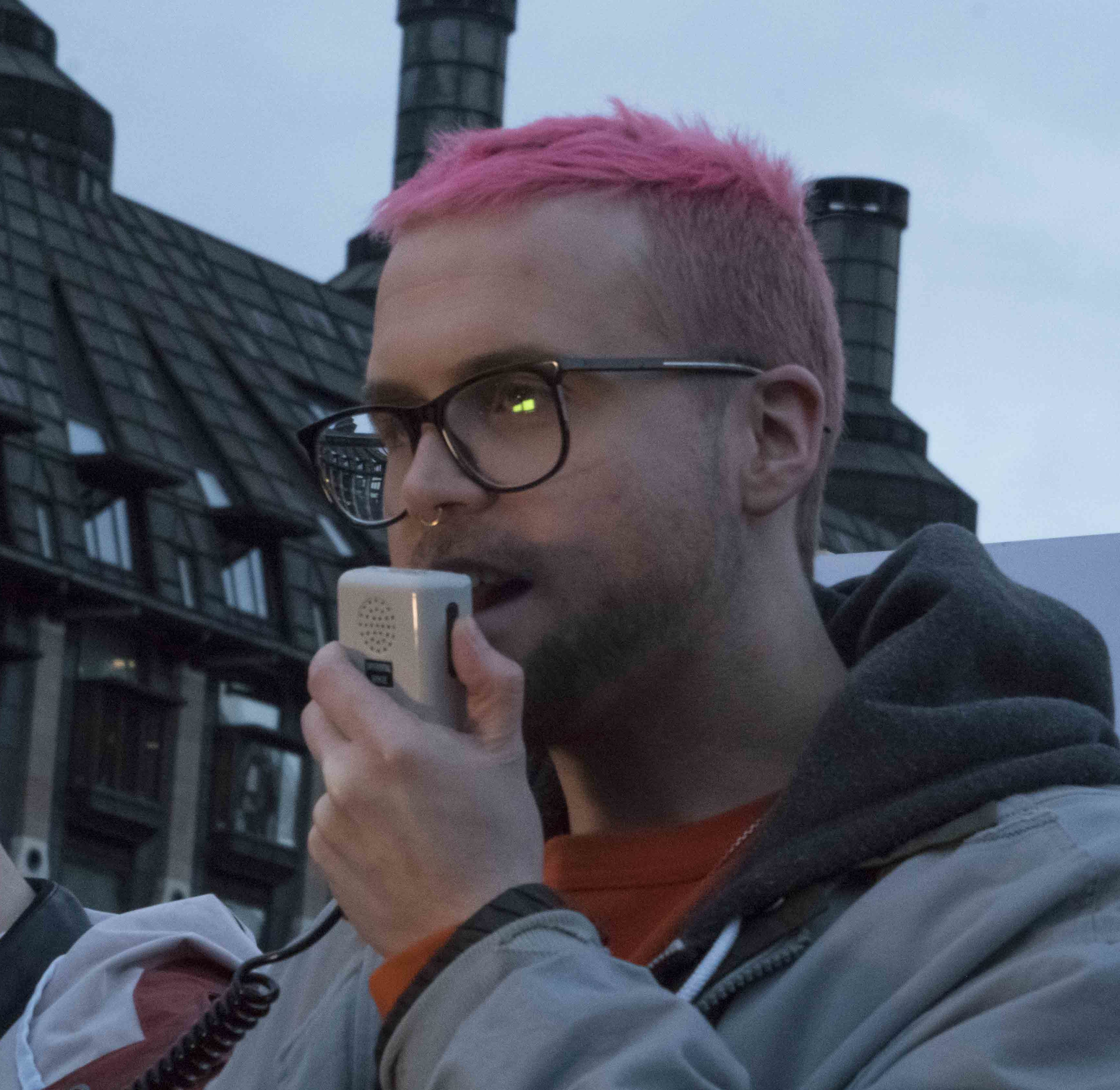
Wylie na jednom z protestů, které následovaly po zveřejnění kauzy Cambridge Analytica

Wylie v roce 2013 ve Velké Británii začal pracovat pro společnost SCL Elections, mateřskou společnost pozdější Cambridge Analytica. Tato společnost najala firmu GSR Aleksandra Kogana, datového vědce z Univerzity v Cambridgi. Kogan vyvinul Facebookovou dotazníkovou aplikaci s názvem "This is your Digital Life" (česky: Toto je váš digitální život). Pomocí této aplikace společnost sesbírala osobní data od více než 50 milionů uživatelů v severní Americe (podle některých zdrojů mělo jít až přes 87 milionů uživatelů). To se jim povedlo mimo jiné i kvůli tomu, že aplikace sbírala data nejen od uživatelů, kteří v ní dotazníky vyplňovali, ale i od lidí, které měli v přátelích. Na Koganově postupu bylo problematické, že takový sběr dat je podle britského práva nelegální. Zároveň data mohl podle smlouvy s Facebookem používat pouze na výzkumné, tedy nekomerční účely, což spoluprací s Cambridge Analytica porušoval.
Společnost, tehdy od Steva Bannona a Roberta Mercera, získala zakázku na kampaň Donalda Trumpa pro prezidentské volby 2016. Také byla zapojena v kampani za vystoupení Spojeného království z EU.
Kromě USA a Spojeného království měla společnost také působit mimo jiné v některých zemích v Africe a v Karibiku, nebo také v Česku.
V roce 2017 anonymě pro novinyThe Observer zveřejnil roli společnosti Cambridge Analytica v kampani za odchod Británie z EU, tehdy použil krycí jméno Paul. V prosinci 2018 odhalil celou kauzu deníkům The Guardian a The New York Times. Svědectví o své roli v této kauze sepsal v knize s názvem Mindf*ck, která vyšla také v češtině.
Výkonný ředitel Facebooku Mark Zuckerberg a tehdejší provozní ředitelka Sheryl Sandbergová se veřejně omluvili. Zuckerberg pak musel dokonce vypovídat před americkým Kongresem, kdy Facebooku poté FTC udělila rekordně vysokou pokutu 5 miliard dolarů.